# Нортпорт (Мічиган)
Нортпорт (англ. Northport) — селище (англ. village) в США, в окрузі Лілано штату Мічиган. Населення — 496 осіб (2020).

## Географія
Нортпорт розташований за координатами 45°7′49″ пн. ш. 85°37′4″ зх. д. / 45.13028° пн. ш. 85.61778° зх. д. (45.130272, -85.617661).  За даними Бюро перепису населення США в 2010 році селище мало площу 4,28 км², з яких 4,27 км² — суходіл та 0,01 км² — водойми.

## Демографія
Згідно з переписом 2010 року, у селищі мешкало 526 осіб у 251 домогосподарстві у складі 147 родин. Густота населення становила 123 особи/км².  Було 405 помешкань (95/км²).
Расовий склад населення:
| - 93,2 % — білих - 2,5 % — корінних американців - 0,6 % — чорних або афроамериканців - 0,2 % — азіатів |

До двох чи більше рас належало 3,2 %. Частка іспаномовних становила 6,1 % від усіх жителів.
За віковим діапазоном населення розподілялося таким чином: 14,4 % — особи молодші 18 років, 49,5 % — особи у віці 18—64 років, 36,1 % — особи у віці 65 років та старші. Медіана віку мешканця становила 57,5 року. На 100 осіб жіночої статі у селищі припадало 86,5 чоловіків;  на 100 жінок у віці від 18 років та старших — 86,0 чоловіків також старших 18 років.
Середній дохід на одне домашнє господарство  становив 56 143 долари США (медіана — 47 321), а середній дохід на одну сім'ю — 70 872 долари (медіана — 60 833). За межею бідності перебувало 16,7 % осіб, у тому числі 23,3 % дітей у віці до 18 років та 6,2 % осіб у віці 65 років та старших.
Цивільне працевлаштоване населення становило 244 особи. Основні галузі зайнятості: освіта, охорона здоров'я та соціальна допомога — 26,6 %, мистецтво, розваги та відпочинок — 23,8 %, виробництво — 13,1 %, науковці, спеціалісти, менеджери — 9,0 %.